# Julio Quintana
Julio Quintana (13 de juliol de 1904 - 16 de juny de 1981) fou un futbolista peruà.

## Selecció del Perú
Va formar part de l'equip peruà a la Copa del Món de 1930, però no hi disputà cap partit. Pel que fa a clubs, defensà els colors de l'Alianza Lima.